# Francesco d'Aguirre
Francesco d'Aguirre (Salemi, 7 aprile 1682 – Milano, 1753 circa) è stato un giurista e intellettuale italiano.
Era nipote di Diego d'Aguirre, docente all'Università La Sapienza di Roma, morto nel 1722. 

## Biografia
Iniziò la carriera professionale sotto il regno siciliano di Vittorio Amedeo II di Savoia; fu, così, professore e funzionario statale. In seguito alla perdita  della corona di Sicilia e l'acquisizione di quella di Sardegna, Vittorio Amedeo II volle Francesco d'Aguirre in Piemonte, dove venne impiegato nella riforma e modernizzazione dell'Università di Torino. Le sue convinzioni affini ad un cattolicesimo illuminato, vicine a quelle di Ludovico Antonio Muratori e di Scipione Maffei, lo portarono a proporre una riforma che partì prima di tutto dalle discipline d'insegnamento. Vennero, infatti, introdotte le scienze sperimentali, la storia, il diritto. La sua opera fu fondamentale poiché, di fatto, ruppe il monopolio gesuitico ed ecclesiastico sull'istruzione.
Qualche decennio più tardi Napoleone Bonaparte adottò per la Sorbona di Parigi la stessa riforma operata dal d'Aguirre. Per questa ragione, Filippo Cordova, Deputato al Parlamento Nazionale, durante un suo discorso tenuto alla Camera il 10 dicembre 1863, esclamava: «Se Napoleone Bonaparte fosse passato innanzi a Salemi si sarebbe tolto il cappello in riverenza della Patria di Francesco D'Aguirre!».
Intellettuale aperto e riformatore, litigò con Vittorio Amedeo II in seguito al Concordato stretto con la Chiesa di Roma nel 1729. In quel frangente, infatti, il clima per gli intellettuali si fece più pressante e chiuso; il re sabaudo, altresì, era assai sospettoso e come il d'Aguirre stesso affermava, ne faceva costantemente controllare le corrispondenze postali. Trasferitosi a Vienna lavorò con entusiasmo per il progetto riformatore di Carlo VI. In seguito allo scoppio della guerra di successione polacca e al conseguente abbandono del progetto di catasto della Lombardia, fu lo stesso d'Aguirre che lo prese in custodia conservandolo riordinando il lavoro eseguito fino ad allora.

## Opere
- Sul riordinamento degli studi generali di Torino